# Докич, Лазар
Лазар (Лазарь) Докич (серб. Лазар Докић; 27 сентября 1845, Белград — 13 декабря 1893, Опатия, Австрийское Приморье) — сербский врач, анатом, педагог и политик; министр образования, затем премьер-министр Королевства Сербия; наставник короля Александра Обреновича. Почётный академик Сербской академии наук и искусств (с 15 ноября 1892 года), член Сербского учёного общества (с 25 января 1870 года).

## Биография
Лазар Докич родился 27 сентября 1845 года в сербской столице. Закончил начальную школу и гимназию в Белграде, затем изучал медицину в Вене и Праге, вернувшись в Сербию, пятнадцать лет работал уездным врачом в городе Ужице. 

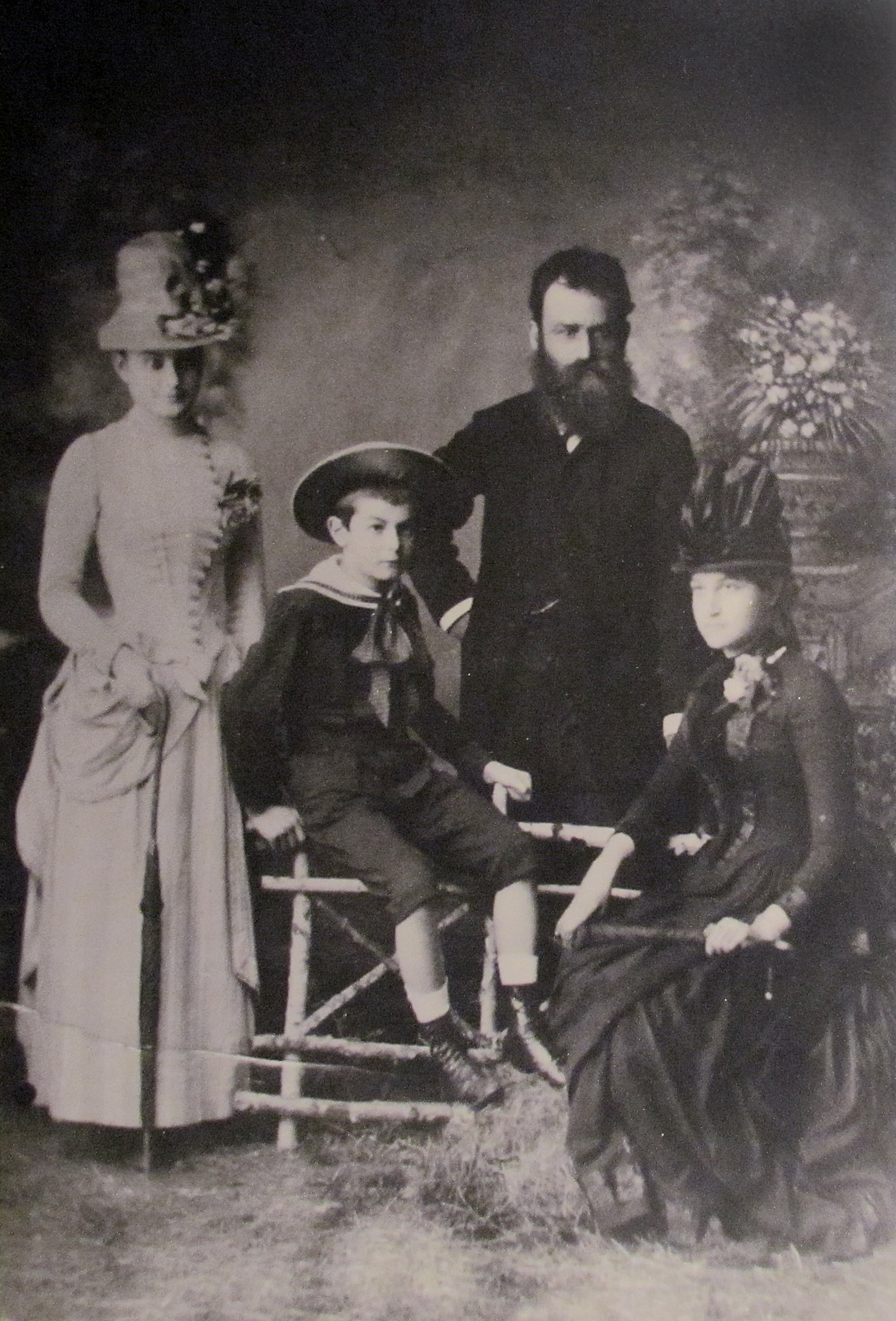
В центре сидит юный король Александр; справа от него стоит Лазар Докич

Во время сербско-турецкой войны Докич служил военным врачом в Шумадийском корпусе Сербской армии.
После войны Лазар Докич был назначен профессором анатомии, зоологии и физиологии в Белградском университете.
В 1883 году он стал личным врачом королевской семьи и воспитателем юного наследника кронпринца Александра Обреновича. Известный как преданный сторонник Обреновичей, Докич был в 1889 году назначен на должность председателя Государственного совета.
1 апреля 1893 года шестнадцатилетний князь, обедая с членами регентства, при поддержке армии и членов правительства, в обход конституции Сербии, объявил себя совершеннолетним и провозгласил себя новым сербским королём. Результатом этого переворота стал крах регентства и кабинета министров. Молодой правитель назначил премьер-министром Лазаря Докича, хотя, согласно «ЭСБЕ», последнего не особо интересовала политика:

«Собственной политики у него никогда не было; он вел спокойную жизнь ученого; но его симпатии были на стороне радикалов, к которым он и примкнул.»

Поскольку Докич был членом Народной радикальной партии, то и сформированный им кабинет министров, за исключением Военного министерства Сербии, был чисто радикальным. Всего через два месяца Докич заболел, и король, в его отсутствие, вступил в конфликт с министрами, в результате чего военный министр Драгутин Франасович подал в отставку; его заменил Сава Груич, который после ухода Докича (5 декабря 1893 года) уже в третий раз возглавил кабмин.
Лазар Докич умер 13 декабря 1893 года в Опатии.